# Codonanthe serrulata
Codonanthe serrulata är en tvåhjärtbladig växtart som beskrevs av Chautems. Codonanthe serrulata ingår i släktet Codonanthe och familjen Gesneriaceae. Inga underarter finns listade i Catalogue of Life.